# Melochia
Melochia is een geslacht uit de kaasjeskruidfamilie (Malvaceae). De soorten komen voor in (sub)tropisch Amerika, tropisch Afrika en Madagaskar, het Indisch subcontinent, delen van Zuidoost-Azië en Oost-Azië, Japan, Nieuw-Guinea, de Australische deelstaat Queensland en het Pacifisch gebied.

## Soorten
- Melochia anomala Griseb.
- Melochia arenosa Benth.
- Melochia argentina R.E.Fr.
- Melochia aristata A.Gray
- Melochia bernoulliana Donn.Sm.
- Melochia betonicifolia A.St.-Hil.
- Melochia betsiliensis Baker
- Melochia bissei A.Rodr.
- Melochia canescens Cristóbal
- Melochia caracasana Jacq.
- Melochia chamaedrys A.St.-Hil.
- Melochia colombiana Cuatrec.
- Melochia compacta Hochr.
- Melochia corchorifolia L.
- Melochia crenata Vahl
- Melochia degeneriana A.C.Sm.
- Melochia gardneri Sprague
- Melochia goldbergii Cristóbal
- Melochia graminifolia A.St.-Hil.
- Melochia grayana A.C.Sm.
- Melochia hassleriana Chodat
- Melochia hermannioides A.St.-Hil.
- Melochia illicioides K.Schum.
- Melochia indica (J.F.Gmel.) Kurz
- Melochia kerriifolia Triana & Planch.
- Melochia lanata A.St.-Hil.
- Melochia lanceolata Benth.
- Melochia leucantha J.F.Macbr.
- Melochia longepetiolata A.C.Sm.
- Melochia longibracteolata Arènes
- Melochia longidentata Goldberg
- Melochia lupulina Sw.
- Melochia makateaensis H.St.John
- Melochia manducata C.Wright
- Melochia melissifolia Benth.
- Melochia ministella Cristóbal
- Melochia mollipila A.C.Sm.
- Melochia mollis (Kunth) Triana & Planch.
- Melochia morongii Britton
- Melochia nodiflora Sw.
- Melochia nudiflora Standl. & L.O.Williams
- Melochia oaxacana Dorr & L.C.Barnett
- Melochia odorata L.f.
- Melochia parhamii A.C.Sm.
- Melochia parvifolia Kunth
- Melochia peruviana Desr.
- Melochia pilosa (Mill.) Fawc. & Rendle
- Melochia pterocarpa Arènes
- Melochia pulverulenta Miers
- Melochia pyramidata L.
- Melochia roseiflora A.C.Sm.
- Melochia savannarum Britton
- Melochia sergipana Monteiro
- Melochia simplex A.St.-Hil.
- Melochia speciosa S.Watson
- Melochia splendens A.St.-Hil. & Naudin
- Melochia thymifolia (C.Presl) Goldberg
- Melochia tomentella (C.Presl) Hemsl.
- Melochia tomentosa L.
- Melochia trujilloi J.B.Rondón & Cumaná
- Melochia ulmifolia Benth.
- Melochia umbellata (Houtt.) Stapf
- Melochia urticifolia (Turcz.) Standl.
- Melochia villosa (Mill.) Fawc. & Rendle
- Melochia vitiensis A.Gray
- Melochia werdermannii Goldberg

... · 
Abelmoschus · 
Abroma · 
Abutilon · 
Acaulimalva · 
Acropogon · 
Akrosida · 
Allosidastrum · 
Allowissadula · 
Apeiba · 
Ayenia · 
Bakeridesia · 
Adansonia (Baobab) · 
Alcea · 
Althaea (Heemst) · 
Anisodontea · 
Anoda · 
Argyrodendron · 
Bastardia · 
Berrya · 
Bombax · 
Brachychiton · 
Brownlowia · 
Burretiodendron · 
Byttneria · 
Callirhoe · 
Carpodiptera · 
Cavanillesia · 
Ceiba · 
Chiranthodendron · 
(Chorisia) · 
Cola · 
Colona · 
Commersonia · 
Corchorus · 
Craigia · 
Cristaria · 
Cullenia · 
Diplodiscus · 
Dombeya · 
Duboscia · 
Durio · 
Entelea · 
Eremalche · 
Eriolaena · 
Eriotheca · 
Firmiana · 
Franciscodendron · 
Fremontodendron · 
Fuertesimalva · 
Glyphaea · 
Gossypium (Katoenplant) · 
Grewia · 
Guichenotia · 
Gynatrix · 
Gyranthera · 
Hampea · 
Hannafordia · 
Helicteres · 
Heliocarpus · 
Herissantia · 
Heritiera · 
Hermannia · 
Hibiscadelphus · 
Hibiscus · 
Hildegardia · 
Hoheria · 
Horsfordia · 
Howittia · 
Huberodendron · 
Iliamna · 
Keraudrenia · 
Kleinhovia · 
Kokia · 
Kosteletzkya · 
Kostermansia · 
Kydia · 
Lagunaria · 
Lasiopetalum · 
Lavatera · 
Lawrencia · 
Lebronnecia · 
Luehea · 
Lysiosepalum · 
Macrostelia · 
Malacothamnus · 
Malope · 
Malva (Kaasjeskruid) · 
Malvaviscus · 
Malvella · 
Matisia · 
Megistostegium · 
Melhania · 
Melochia · 
Microcos · 
Nayariophyton · 
Nesogordonia · 
Ochroma · 
Pachira · 
Palaua · 
Pavonia · 
Pentace · 
Pentaplaris · 
Phragmotheca · 
Phymosia · 
Pseudobombax · 
Pterospermum · 
Pterygota · 
Quararibea · 
Radyera · 
Reevesia · 
Rhodognaphalon · 
Robinsonella · 
Rulingia · 
Scaphium · 
Scaphopetalum · 
Schoutenia · 
Scleronema · 
Senra · 
Sida · 
Sidalcea · 
Sparrmannia · 
Sphaeralcea · 
Sterculia · 
Symphyochlamys · 
Talipariti · 
Theobroma · 
Thespesia · 
Thomasia · 
Tilia (Linde) · 
Triplochiton · 
Triumfetta · 
Trochetia · 
Trochetiopsis · 
Urena · 
Waltheria · 
Wercklea · 
Wissadula · 
...